# Det finns en
Det finns en släpptes 1995, och är ett studioalbum av Drifters, med Marie Arturén. Tre spår från albumet blev Svensktoppshitlåtar, "Det finns en" och ""Ännu en gång" under 1995., den senare även under 1996.

## Låtlista
| Nr  | Titel                                             | Låtskrivare                                                |
| --- | ------------------------------------------------- | ---------------------------------------------------------- |
| 1.  | "Det finns en"                                    | Carl-Henry Kindbom, Carl Lösnitz, Helene Froh              |
| 2.  | "Single Girl"                                     | Martha Sharp                                               |
| 3.  | "Allting ordnar sig"                              | Tommy Gunnarsson, Elisabeth Lord                           |
| 4.  | "Ska vi gå hem till dig (I Wanna Walk Yoy Home)"  | Fats Domino, Monica Forsberg                               |
| 5.  | "Ännu en gång"                                    | Lars Sigfridsson                                           |
| 6.  | "Kommer du ihåg Babylon? (Rivers of Babylon)"     | Traditionell, Björn Håkanson                               |
| 7.  | "För din skull"                                   | Björn Alriksson, Ann Persson                               |
| 8.  | "Kärlekens låga"                                  | Magnus Ekwall, Lennart Dahlberg                            |
| 9.  | "Anything You Say"                                | Mickey Jupp                                                |
| 10. | "Håll mig hårt"                                   | Tommy Gunnarsson, Elisabeth Lord                           |
| 11. | "Lucky Lips"                                      | Jerry Leiber, Mike Stoller                                 |
| 12. | "Lärling på våran gård" ("Son of a Preacher Man") | John Hurley, Ronnie Wilkins, Sven Olof Bagge               |
| 13. | "Om du blir min" ("Say You'll Be Mine")           | Amy Grant, Keith Thomas, Wayne Kirkpatrick, Ingela Forsman |
| 14. | "Bang en boomerang"                               | Benny Andersson, Björn Ulvaeus, Stikkan Anderson           |

### Fotnoter
1. ↑  ”Svensk mediedatabas”. http://smdb.kb.se/catalog/id/001513382. Läst 13 augusti 2011.
2. ↑  ”Svensktoppen”. 28 juni 1995. http://sverigesradio.se/Diverse/AppData/Isidor/files/2023/3491.txt. Läst 13 augusti 2011.
3. ↑  ”Svensktoppen”. 28 juni 1996. http://sverigesradio.se/Diverse/AppData/Isidor/files/2023/3492.txt. Läst 13 augusti 2011.